# Сумайе, Фредерик
Фредерик Тлувай Сумайе (суахили Frederick Tluway Sumaye; 29 мая 1953, Аруша, Танганьика) — танзанийский политический и государственный деятель, премьер-министр Танзании (27 ноября 1995 — 30 декабря 2005).

## Биография
Окончил Эгертонский сельскохозяйственный колледж в Кении.
Член правящей Революционной партии. С 1983 по 2005 год избирался депутатом Национальной ассамблеи от избирательного округа Хананг (в составе области Маньяра).
В 1995 году назначен премьер-министром Танзании, государства с населением более 37 миллионов человек, также занимал пост министра сельского хозяйства, животноводства и кооперативов. Ушёл в отставку после выборов в декабре 2005 года.
С 2006 года был послом доброй воли Организации Объединённых Наций по промышленному развитию (ЮНИДО).
Обучался в Школе государственного управления им. Джона Ф. Кеннеди при Гарвардском университете, получив степень магистра государственного управления.
В 2015 году безуспешно пытался выдвинуть свою партию на президентских выборах в Танзании; столкнулся с неудачей и в августе 2015 года вступил в оппозиционное движение UKAWA.